# Oud Soest
Oud Soest is een gemeentelijk monument aan de Ferdinand Huycklaan 18 in Soest in de provincie Utrecht.
De dwarshuisboerderij uit de tweede helft van de achttiende eeuw staat op de hoek van de Ferdinand Huycklaan met de Kerkdwarsstraat. Na de verbouwing van het achterhuis in 1858 werd de boerderij in 1919 verbouwd tot winkel. Later kreeg het een woon- en kantoorfunctie.
De nok op het rieten voorhuis loopt evenwijdig aan de straat. In de voorgevel bevindt zich links een vierruits opkamervenster. Aan de achterzijde vormen muurankers het jaartal 1858 boven de baander. De kelder heeft een tongewelf en een plavuizen vloer.